# 杰西·马希
杰西·艾伦·马希（英語：Jesse Alan Marsch，1973年11月8日—）是一位美国前足球运动员及现任足球教练、
球员时期的马希曾作为中场先后为特区联、芝加哥火焰和美国芝华士征战美國職業足球大聯盟达14年之久，共赢得三次美职联杯和四次美國公開盃冠军，并代表美国国家足球队出场2次。2010年，退役后的马希开始在卜·巴特利麾下担任美国队的助理教练，并在2010年南非世界杯上闯入16强。随后，他于2012年重返美职联成为蒙特利尔冲击的首任主教练。2015年，在为母校普林斯顿猛虎担任为期一年的助理教练之后，马希被聘为纽约红牛的总教练，直至2018赛季结束。同年夏天，马希远赴德国出任德甲俱乐部RB莱比锡助理教练，一年后又转任奥地利萨尔茨堡红牛主教练，并带领俱乐部连续两个赛季获得联赛和杯赛双冠王，使萨尔茨堡历史上得以首次连续两季晋身欧洲冠军联赛正赛。2021年4月29日，莱比锡RB确认马希将自2021-22赛季起接替尤利安·纳格尔斯曼担任球队主教练。

## 球员生涯

### 俱乐部
马希曾在普林斯顿大学踢过大学足球，并于1995年凭借16个入球而入选NCAA全美最佳阵容。在1996年的美國職業足球大聯盟大学选秀中，他在第三轮被特区联相中，而当时特区联队的助理教练正是曾在普林斯顿指导过马希的卜·巴特利。
马希职业生涯的前两年都在华盛顿度过，但仅获得过15次出场机会。1998年，鲍勃·布拉德利成为芝加哥火焰的主教练，他随即用A·J·伍德和1998年第二轮选秀权换来了马希。后者立即成为了芝加哥的主力球员，并且直至2005年之前都是阵容中的中流砥柱。他帮助火焰夺得1998年美职联杯，在三个赛季中获得了三个联赛冠军。在芝加哥，他还随队赢得了1998年、2000年和2003年的美國公開盃冠军。
2005赛季结束后，马希跟随恩师布拉德利转投美国芝华士。当时，他是以200场比赛的成绩离开了火焰，成为了俱乐部在常规赛中的历史领跑者。马希也是美国职业足球大联盟前14个赛季中每季都有出场的三名球员之一。2010年2月5日，他在代表芝华士征战了四个赛季后宣布退役，开启执教生涯。

### 国家队
马希曾两次为美国国家足球队效力。2001年11月11日，在对阵特立尼达和多巴哥的2002年世界杯预选赛中，他于第82分钟替换乔-马斯克·摩尔登场，完成国家队首秀。他的第二次国家队之旅是在2007年6月2日对阵中国的友谊赛，同样为替补登场。

## 教练生涯

### 开端
从球员退役后，马希获聘为美国国家队助理教练，辅佐恩师鲍勃·布拉德利。马希一直参与美国队的发展进程，直至2011年7月布拉德利被解雇。
2011年8月，马希成为美职联扩军后蒙特利尔冲击的第一任主教练，并于2012年开始率队比赛。在处子赛季中，马希的球队仅排名东部第七，无缘季后赛。赛季结束后，马希于2012年11月离任。尽管球队管理层一直强调他们对马希的工作感到满意，但马希与俱乐部管理层在执教理念上的差异导致了“友好”分手。
从2013年8月起，马希在普林斯顿大学的校队——普林斯顿猛虎担任助理教练。

### 纽约红牛
2015年1月，马希以主教练身份重返美职联，并接替迈克·佩特克执掌纽约红牛。在2015赛季，马希率领纽约成为常规赛冠军，捧起支持者之盾，并创下了18场联赛胜利和积60 分的俱乐部纪录。尽管在季后赛中惜败于哥伦布水手而止步四强，但马希还是以优异的表现赢得了美国年度最佳教练。在执教生涯取得成功的开局后，红牛于2016年6月与马希续约，为他提供了一份多年期的合同。接下来的赛季中，纽约再次赢得东部冠军，但在总积分榜上仍位居达拉斯和科罗拉多急流之后。在季后赛中，他们再度止步四强——这次是遭马希的老东家蒙特利尔冲击所淘汰。2017赛季则不太成功，常规赛仅排名东部第六，但仍足以进入季后赛。然而在季后赛中，纽约人在八强阶段便遭最后的冠军多伦多所淘汰。
早在2017年1月，马希便被传将接替奧斯卡·加西亞，担任红牛系在奥地利的俱乐部——萨尔茨堡红牛的主教练。然而，纽约红牛和萨尔茨堡红牛都否认了这一报道。至2018赛季，马希终于在2018年7月的第17轮比赛过后将纽约红牛的教鞭交给克里斯·阿马斯。他以75胜32平44负的战绩离开纽约，成为俱乐部历史上胜率最高的主教练。

### 从莱比锡RB至萨尔茨堡红牛

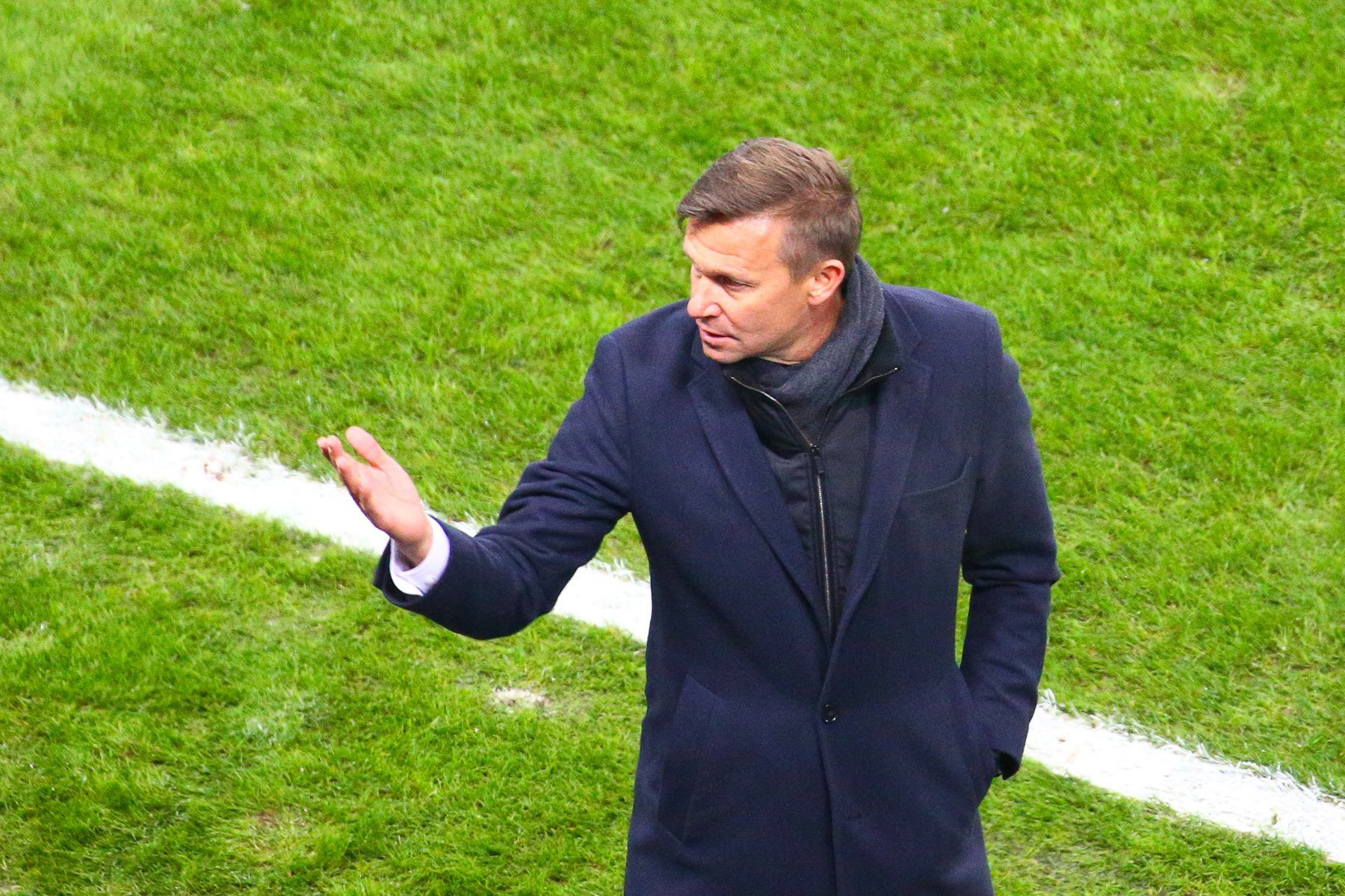
执教萨尔茨堡红牛的马希（2020年12月）

马希于2018年7月与红牛系的德甲俱乐部莱比锡RB签署了一份为期两年的合同，以助理教练身份与罗伯特·克劳斯和拉尔斯·科内特卡一同，辅佐主教练兼体育总监拉尔夫·朗尼克。在此期间，马希的主要任务是组织球队的训练课程，并研究备战对手。教练团队的努力使莱比锡以联赛第三的身份晋身欧洲冠军联赛，并闯入德国足协杯决赛（但不敌拜仁慕尼黑）。赛季结束后，朗尼克离开俱乐部，尤利安·纳格尔斯曼成为了新任主教练。为此，马希转投姊妹俱乐部萨尔茨堡红牛，接替马尔科·罗泽出任主教练。
马尔施于2019年6月6日正式加盟萨尔茨堡红牛，并签署了一份为期三年的合同。在他执教的第一个赛季中，萨尔茨堡便加冕双冠王。该队以68.75%的胜率赢得奥超冠军；领先第二名维也纳快速12分。他们还以5比0击败了奥地利卢斯特瑙赢得了奥地利足协杯。在欧冠分组赛阶段，拥有和南野拓实等好手的红牛则落后利物浦和那不勒斯排名第三，继续转战欧洲联赛。其中面对卫冕冠军利物浦时，他们在安菲尔德球场仅以3比4惜败。然而在欧联杯淘汰赛中，他们却完败于和睦法兰克福。
在2020-21赛季，马希带领萨尔茨堡以3比0战胜林茨竞技，连续第三次、也是他执教以来第二次赢得奥地利足协杯冠军。萨尔茨堡还赢得了奥超冠军，连续两季加冕双冠王。

### 重返莱比锡RB
在2021-22赛季，马希重返莱比锡RB担任主教练。他接替了转投拜仁的纳格尔斯曼，并签署了一份期至2023年6月30日届满的合同。
2021年12月5日，馬殊和萊比錫RB宣布雙方同意分道揚鑣。

### 列斯聯
2022年2月28日，在馬些路·比爾沙離開後，馬殊被任命為英超球隊列斯聯的主教練，簽訂了一份為期三年的合同。

## 荣誉
| 球员 - 美职联杯冠军：1996年、1997年、1998年 - 支持者之盾冠军：1997年、2003年 - 美國公開盃冠军：1996年、1996年、1998年、2000年、2003年 | 主教练 - 支持者之盾冠军：2015年 - 奥超联赛冠军：2020年、2021年 - 奥地利杯冠军：2020年、2021年 |

个人
- 美国年度最佳教练（英语：Sigi Schmid Coach of the Year Award）：2015年（英语：2015 Major League Soccer season）